# Eulophus stenostigma
Eulophus stenostigma is een vliesvleugelig insect uit de familie Eulophidae. De wetenschappelijke naam is voor het eerst geldig gepubliceerd in 1862 door Dufour.